# Jean Marie Charles Grenier
Jean Marie Charles Grenier, född 4 november 1808 i Besançon, död där 9 november 1875, var en fransk botaniker. Auktorsnamnet Gren. kan användas för Jean Marie Charles Grenier i samband med ett vetenskapligt namn inom botaniken; se Wikipediaartiklar som länkar till auktorsnamnet.
Grenier var verksam som professor i hemstaden Besançon och författade Flore de France (tillsammans med Dominique Alexandre Godron, 3 band, 1848–1856) samt Flore de la chaine jurassique (3 band, 1865–1875).